# 侯文理
侯文理（1916年3月5日—1958年7月8日），江蘇省蕭縣人，中國共產黨黨員，陸軍輜重兵學校軍官隊第四期畢業，江蘇人民反共突擊軍第三縱隊副司令，1949年5月將部隊交付解放軍，1950年受二野敵工部派往台灣潛伏於保密局，1954年被偵破，1958年7月8日槍決於臺北縣新店安坑刑場 。

## 生平

### 左翼青年
侯文理，1916年生於江蘇省蕭縣新庄村，家境貧寒，曾接受私塾教育，刻苦自學，1935年歷經了九一八事變之後，中國正處於剿共，侯文理受堂姐夫孫象涵影響思想左傾加入中國共產黨，參與共產黨革命的運動。1936年底發生西安事變，在抗日民族統一戰線之下國共合作。徐彬如擔任陝西省委書記，在朱德的指派下，侯文理受徐彬如領導，成為特殊黨員擔任敵工工作，化名侯燦章進入陸軍輜重兵學校軍官隊學習，1937年徐彬如指派侯文理為汽車第三團第三營八連連長曹藝單線聯絡人，侯文理並擔任八連第二排排長。

### 遠征印度
汽車第三團主要是負責運送抗日物資，八連奉命到西安辦事處協同八路軍運送物資。西安辦事處在西安七賢莊原本由葉劍英負責，改為辦事處後由董必武負責。當時八連有曹藝、侯文理、傅正文擔任軍官，透過進出西安也進一步向延安輸送機械化人才及物資，掩護共黨軍政領導賀龍、關向應等進出延安，徐彬如在回憶錄中紀錄了西北特支當時向延安輸送學生、人才及物資。
抗戰爆發後，侯文理與曹藝的汽車八連先後參加了忻口、澠池、娘子關等戰役，華北地區先後淪陷，日本佔領中國沿海城市，中國對外物資只能透過西南大後方運補，因此開鑿了滇緬公路。1941年，太平洋戰爭爆發後，中英軍事同盟形成，中國為支援滇緬，由衛立煌擔任中國遠征軍司令，1942年，曹藝、侯文理被編入中國遠征軍，國民革命軍新編第一軍汽車第六團，負責輜重運輸工作，往來滇緬及之後的中印之間。曹藝任第六團上校團長，侯文理歷任第六團上尉、第三營第八連連長、少校副官。

### 參與解放
1945年戰後，元配曹氏過世，侯文理與張勵凡結縭。隨部隊回到西安，繼續在輜重汽車第六團活動，行走於西安、延安之間執行秘密任務。1947年5月，徐向前解放運城，侯文理受胡宗南懷疑候去職，返回蕭縣老家。1948年9月侯文理受組織安排前往浙江金華，任湯恩伯所部陸軍第203師輜重營營長、第203師警衛營營長，曹藝任營參謀長，當時第203師師長金式是曹藝的妹夫。1949年5月，侯文理、曹藝策動金式向解放軍第三野戰軍投誠，然而中共第二野戰軍提前進入金華，使金式反悔，侯文理、曹藝於是帶領203師608團及609團加入中國人民解放軍。1949年8月，中共第二野戰軍敵工部長袁血卒派遣侯文理前往貴陽，策反聯合勤務總司令部陸運司司長史有蓀未果。

### 潛伏台灣
1949年12月，侯文理與貴陽敵工部負責人呂英聯繫，接獲委派來台潛伏的任務。侯文理經廣州華南局南通部李文彬計畫派往香港，並利用侯文理的人事關係進入台灣。
因侯文理姊姊侯文銛時任國大代表，姊夫戴天強在內政部調查局任職，侯文理透過關係辦理入台證，並計畫透過香港聯絡站傳遞情報。1950年6月23日侯文理順利進入台灣，1951年時囑付舊部虞杰、傅長恩，一旦發生戰爭，要保護工廠相機叛變。1952年6月，侯文理透過姊夫戴天強的關係進入保密局工作，擔任保密局屬江蘇人民反共突擊軍第三縱隊副司令，藉機了解游擊佈建及中美合作關係。

### 慷慨就義
1954年12月21日，參謀總長接獲資料組相關資料，侯文理的在金華起義及共黨身分被保密局偵悉，1955年2月28日侯文理被逮捕偵訊，1955年6月侯文理判處死刑。侯文銛與戴天強也被逮捕審訊，由於侯文銛與戴天強身分特殊，軍法局決定侯文理暫緩執行槍決，以保存證據。由於審理時間過長導致總統蔣中正震怒，要求懲處軍法官及嚴懲涉案人員並多次退回判決書要求重審，總統府秘書長張群引用法條維持原判，傅長恩、虞杰判刑7年。侯文理於1958年7月8日槍決於臺北縣新店安坑刑場 。

### 遺言
1949年侯文理長子侯希賢19歲，9月30日，侯文理即將離開故鄉前往台灣之前，從北京寫了一封長信給長子侯希賢，「希賢我兒：在百忙中我抽空回去…現在我們的國家，是要在新民主主義的號召下來建設新的人民共和國了，那是要人盡其才物盡其用了…，今後你們應該如何來努力去趕上他們，去學一個好青年，來領導你的弟弟妹妹們去向好路上走，否則你們將永遠是落伍的，沒有前途的。」，這也成為侯文理給家人的一封遺書，2019年1月23日，侯家人將這封遺書捐給中國人民革命軍事博物館。

## 紀念
2013年10月 北京西山國家森林公園的無名英雄廣場上立有無名英雄紀念碑，為紀念來台灣在1950年代被處決「隱避戰線烈士」而設立。侯文理銘刻於紀念碑上，為中共國家安全部追認之中華人民共和國烈士。2015年9月18日，中華人民共和國民政部頒發給侯文理家人烈士證明書。
2016年4月22日，侯文理孫女侯媛媛、侯海波來台北六張犁公墓，請回爺爺侯文理遺骨，侯文理的子女等候在西安機場，侯文理家人舉行家祭。2016年4月28日，西安烈士陵園為侯文理舉辦烈士骨灰安放儀式，侯文理烈士魂歸故土。